# Alberto Ariza Sánchez
Epaminondas Ariza Sánchez (Aguada, 13 de octubre de 1903-Bogotá, 20 de mayo de 1987), más conocido por su nombre religioso Alberto, fue un sacerdote católico colombiano, fraile dominico, provincial, escritor, historiador y cofundador de la Congregación de Hermanas Dominicas de Betania.

## Biografía
Epaminondas Ariza Sánchez nació en el municipio de Aguada, en el departamento de Santander (Colombia), el 13 de octubre de 1903, en el seno de una familia campesina. Fue hijo de Epaminondas Ariza y Tecla Sánchez. Estudió en la Escuela Apostólica de los dominicos de Chiquinquirá. Ingresó a la Orden de Predicadores, donde profesó sus votos en 1925, tomó el nombre de Alberto y fue ordenado sacerdote el 29 de noviembre de 1931.
Alberto Ariza ocupó los siguientes cargos eclesiásticos: prior de los conventos de Bogotá y Chiquinquirá y prior provincial de la provincia dominica de San Luis Beltrán de Colombia en tres períodos (1940-1945; 1949-1953; 1953-1957). Durante su provincialato se empeñó por restaurar la Orden dominica en Colombia y la Universidad de Santo Tomás. Al finalizar su gobierno colaboró con la fundación de la Congregación de Hermanas Dominicas de Betania, junto a Jesús Antonio Castro Becerra, obispo de Palmira, y a María Teresa Benavídez Díaz, de quien fue director espiritual y guía. Fue destinado a la comunidad de Bogotá, donde murió el 20 de mayo de 1987. De Alberto Ariza se conservan algunas obras históricas sobre los dominicos en Colombia.